# Chapel Hill (North Carolina)

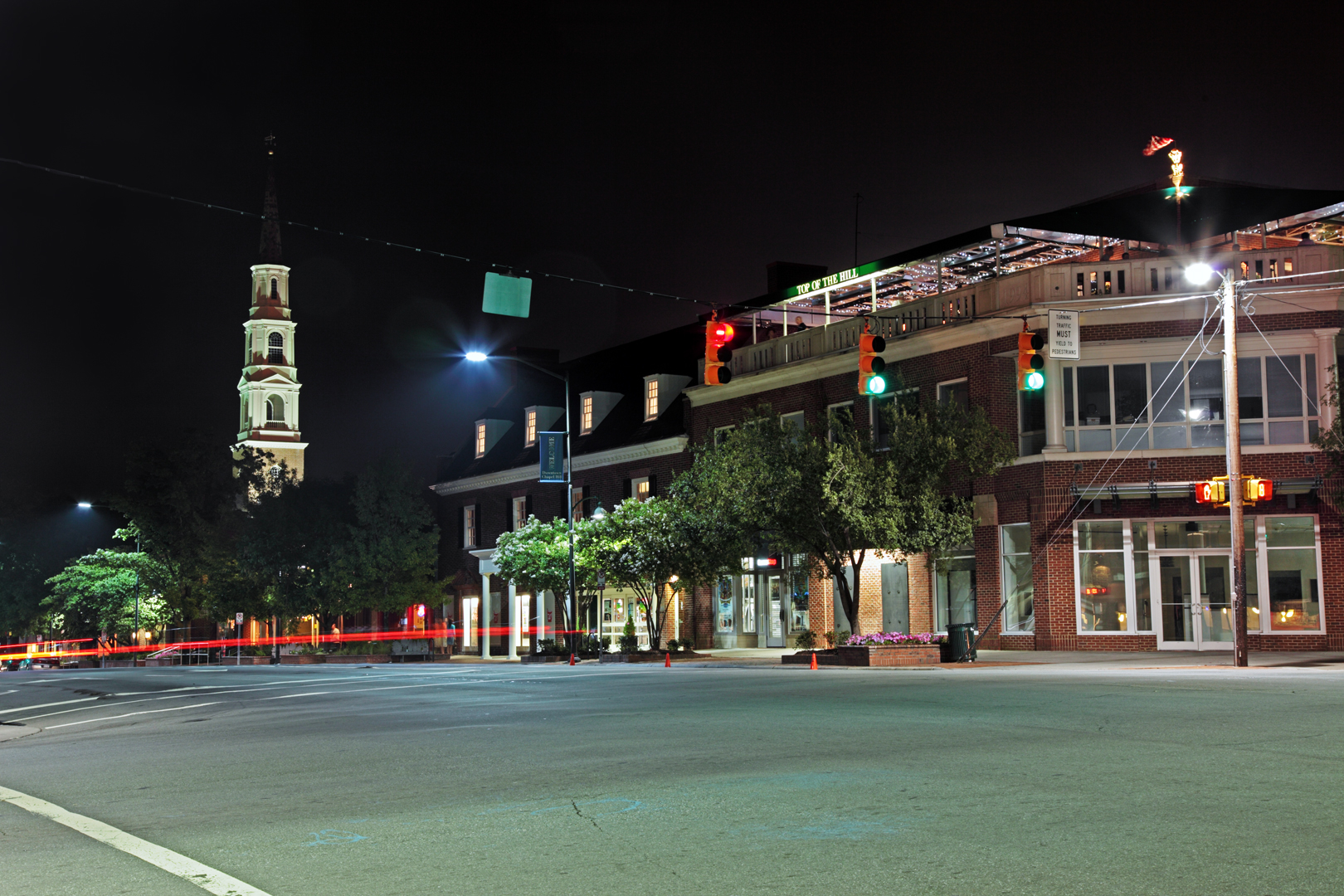
Chapel Hill, Franklin Street

Chapel Hill is een stad in de Amerikaanse staat North Carolina. De University of North Carolina is de oudste staatsuniversiteit van de Verenigde Staten. De North Carolina Botanical Garden maakt deel uit van deze universiteit en bevindt zich ook in de stad. De stad heeft ruim 52.000 inwoners.
Samen met Durham en Raleigh (North Carolina) vormt Chapel Hill de zogenaamde 'Research Triangle', vernoemd naar het in 1959 opgerichte Research Triangle Park, een grootschalig onderzoekspark waar onderzoeks- en ontwikkelingslaboratoria van uiteenlopende grote bedrijven als IBM gevestigd zijn.
De stad is een universiteitsstad met een levendige muziekcultuur. Daarnaast is de stad thuishaven van een succesvol basketbal-team uit de studentendivisie.

## Geboren in Chapel Hill
- Elizabeth Cotten (1893-1987), folk- en bluesmuzikante
- Floyd Council (1911-1976), bluesmuzikant
- Loudon Wainwright III (1946), folkmuzikant
- Connie Ray (1956), actrice en toneelschrijfster
- Mojo Nixon (1957-2024), muzikant en acteur
- John Newton (1965), acteur
- Laurel Holloman (1971), actrice

## Plaatsen in de nabije omgeving
De onderstaande figuur toont nabijgelegen plaatsen in een straal van 24 km rond Chapel Hill.